# Calum Scott

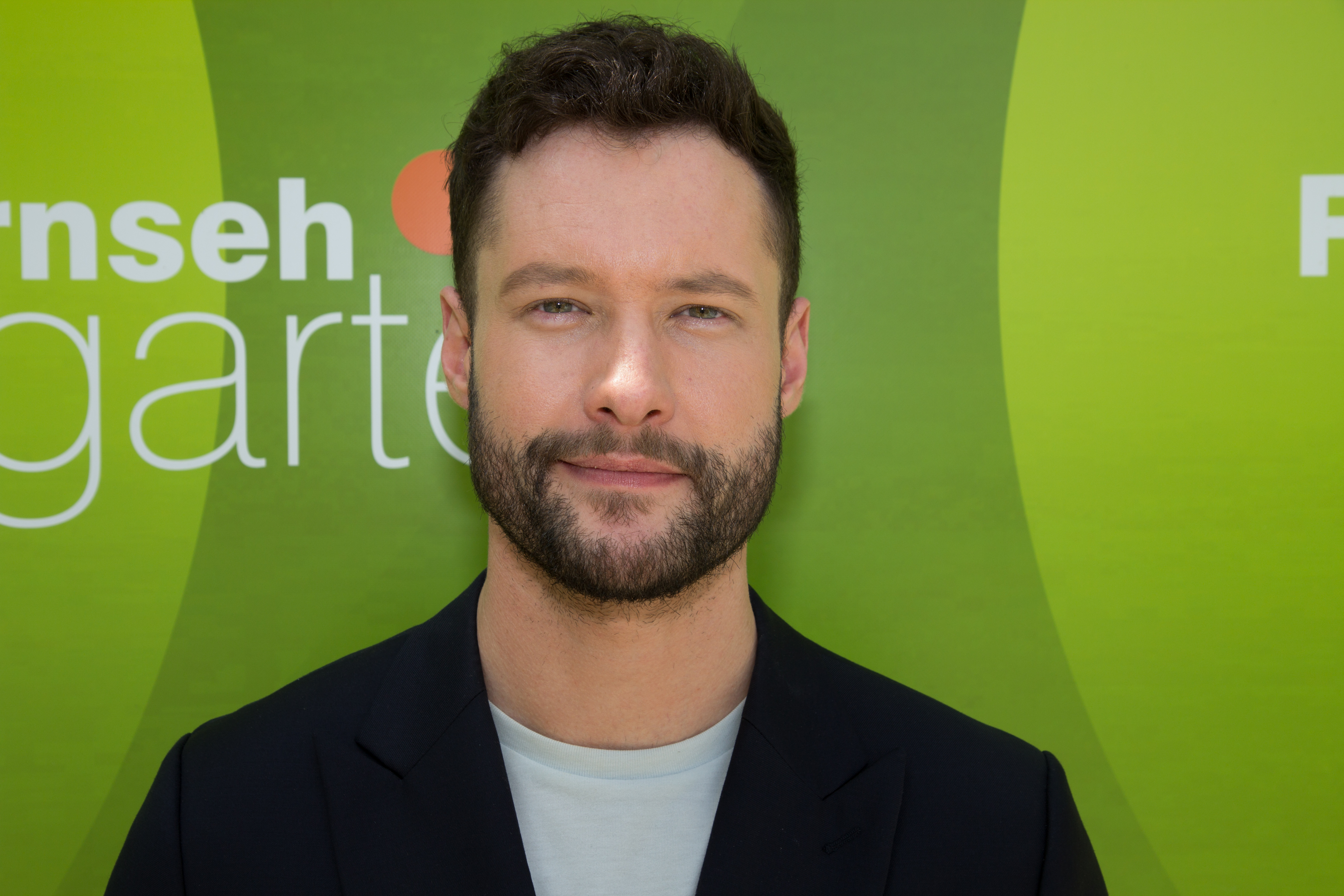
Calum Scott (2018)

Calum Scott (* 12. Oktober 1988 in Kingston upon Hull) ist ein britischer Popsänger. Bekannt wurde er 2015 als Teilnehmer von Britain’s Got Talent.

## Karriere
Calum Scott wuchs in seiner Geburtsstadt Hull im Nordosten Englands auf. Seine ersten musikalischen Erfahrungen sammelte er als Schlagzeuger. Erst seine Schwester, selbst als Sängerin aktiv, brachte ihn dazu, es ernsthaft als Sänger zu versuchen. Sie meldete ihn 2013 beim Star-Search-Wettbewerb der lokalen Zeitung Hull Daily Mail an. Scott gewann den Talentwettbewerb und versuchte sich erst als Sänger einer Popband, die sich in Anlehnung an Maroon 5 als Maroon 4 bezeichnete. Außerdem war er eine Hälfte des Duos Experiment, das 2014 die Single Girl (You’re Beautiful) veröffentlichte.
Ein Jahr später bewarb er sich ebenso wie seine Schwester bei der Castingshow Britain’s Got Talent. Während Jade Scott in den Auditions ausschied, wurde Calum mit seiner Interpretation von Dancing on My Own, 2010 ein Hit für die schwedische Sängerin Robyn, von Juror Simon Cowell direkt weitergewählt. Er gewann dann auch das Halbfinale klar, wurde aber im Finale nach einer schwächeren Darbietung nur Sechster.
Nach dem Wettbewerb beschloss der Engländer, seinen Job als Rathausangestellter aufzugeben und die Gesangskarriere ernsthaft anzugehen. Im Frühjahr 2016 veröffentlichte er das Lied Dancing on My Own als Single und Video. Dazu wurde das Lied in der siebten Staffel der TV-Serie Vampire Diaries eingesetzt. Anfangs war die Single nur knapp in den Top 40, aber im August stieg sie bis in die Top 10 und erreichte sogar noch Platz 2. Sie wurde mit Platin für 600.000 verkaufte Einheiten in Großbritannien ausgezeichnet. Daraufhin wurde das Lied auch international veröffentlicht, es erreichte unter anderem in Australien und Schweden die Top 5 und stieg am Jahresende auch in den deutschsprachigen Ländern in die Charts ein. Das Video zum Song erreichte bei YouTube über 425 Millionen, der Mitschnitt aus der Castingshow über 315 Millionen Aufrufe.
Am 28. Juni 2019 veröffentlichte Scott zusammen mit dem deutschen DJ Felix Jaehn die Single Love on Myself. Inhaltlich greift das Stück die Themen „Selbstakzeptanz“ und „Selbstliebe“ auf. Nachdem das Stück zunächst die Charts verfehlt hatte, schaffte es das Stück letztendlich nach zwei Monaten in die offiziellen deutschen Singlecharts und wurde zu Scotts zweitem Charthit nach Dancing on My Own in Deutschland.
2021 sang er für Lost Frequencies Where Are You Now.
Nachdem Scott und Felix Jaehn bereits die Chartsingle Love on Myself im Jahr 2019 veröffentlicht haben, erschien am 25. Februar 2022 erneut eine Single der beiden. Bei dem Lied über das Kennenlernen einer anderen Person erhielten sie Unterstützung vom DJ-Duo The Stickmen Project. Wie Love on Myself erreichte Rain in Ibiza auch die deutschen Singlecharts (Rang 74).

## Persönliches
Scott ist offen homosexuell, auch wenn er während seiner Jugend Schwierigkeiten hatte, das zu akzeptieren. In einigen seiner Songs verarbeitet er dieses Thema.

## Diskografie
StudioalbenCalum Scott/Diskografie